# Unserer lieben Frau (Ochsenbach)

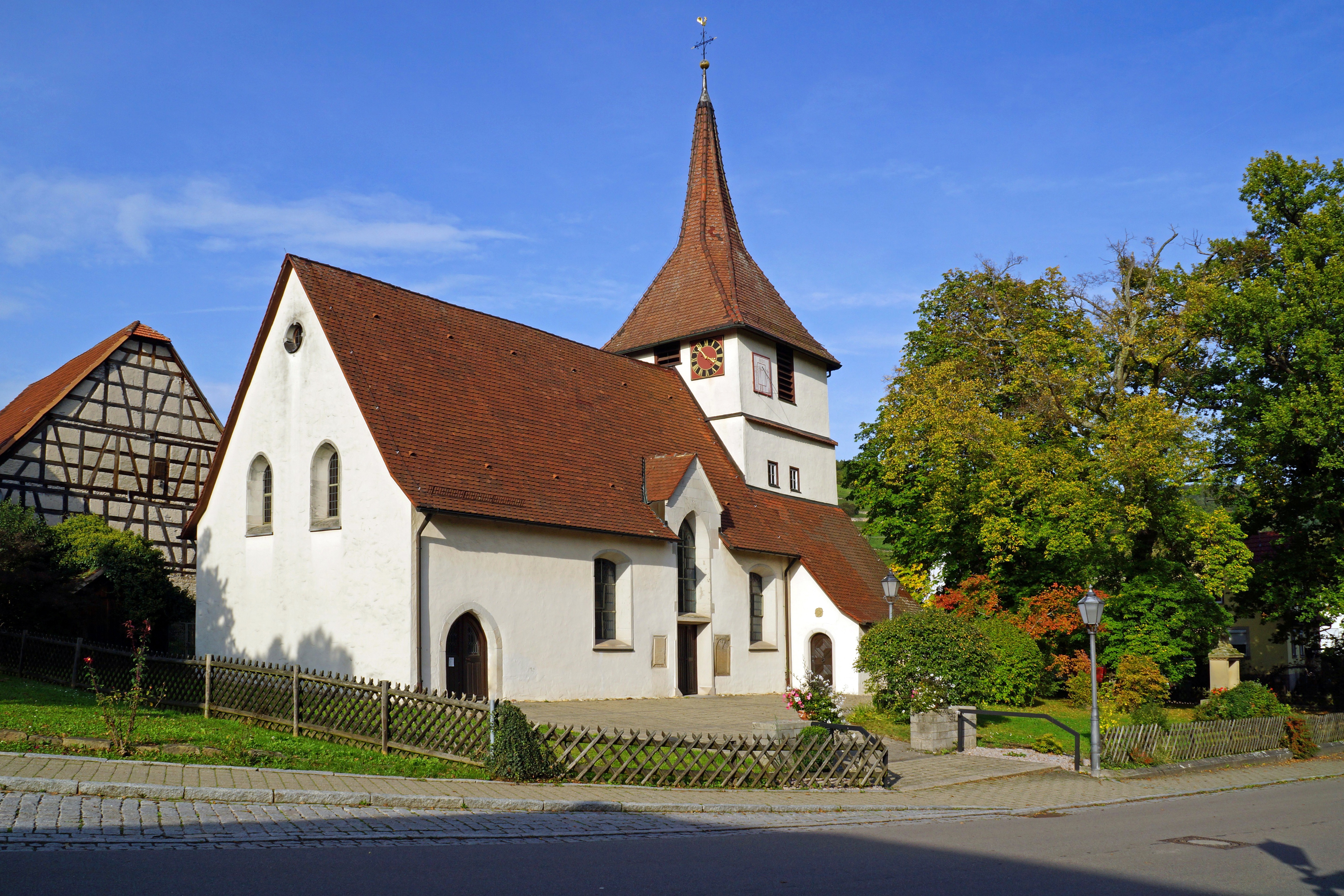
Unserer lieben Frau in Ochsenbach

Die evangelische Pfarrkirche Unserer lieben Frau, eine ehemalige Wehrkirche, steht in Ochsenbach, einem Ortsteil der Stadt Sachsenheim im Landkreis Ludwigsburg in Baden-Württemberg. Das Bauwerk ist beim Landesamt für Denkmalpflege Baden-Württemberg als Baudenkmal eingetragen. Die Kirchengemeinde gehört zum Kirchenbezirk Vaihingen-Ditzingen der Evangelischen Landeskirche in Württemberg.

## Beschreibung
Die ab 1290 erbaute gotische Saalkirche, die 1901 erneuert wurde, besteht aus einem Langhaus und einem Chorturm im Osten, der im Kern im 13. Jahrhundert errichtet und später aufgestockt wurde. Sein oberstes Geschoss beherbergt die Turmuhr und den Glockenstuhl. Darauf sitzt ein Knickhelm.
Da sie ursprünglich als Wehrkirche errichtet wurde, umgab sie ein Wassergraben, welcher von einer Brücke überquert werden konnte.
Der Innenraum des Langhauses wurde 1828 mit einem Tonnengewölbe überspannt. In ihm wurden im Westen und Norden Emporen eingebaut. Außerdem sind gotische Fresken von 1430 erhalten. Die Kanzel stammt aus dem Jahre 1569.  Das Kruzifix lässt sich auf das Jahr 1684 datieren. Hinter dem steinernen Altar, welcher bei einer Renovierung der Kirche im Jahr 1957 den zuvor hölzernen Altar ersetzte, steht die Orgel. Die Orgel stammt aus dem mittleren 18. Jahrhundert.  Sie wurde ebenfalls bei der Renovierung 1957 von einer Empore über dem Chorraum auf den Boden versetzt. An Südseite des Kirchturms befindet sich eine Sonnenuhr mit der Jahreszahl 1828.